# かぞくあわせ
『かぞくあわせ』は、2019年公開の日本のオムニバス映画。長谷川朋史、大橋隆行、田口敬太の3人がそれぞれ監督・脚本を担当した三部作で構成され、主演はいずれもしゅはまはるみと藤田健彦が務める。両名とも本作が映画初主演。
長谷川が代表を務めるルネサンスデザイニング有限会社が新規に始めた映像作品企画ユニット「ルネシネマ」のVol.0として企画された。主演がしゅはまと藤田であること、撮影場所が同じ結婚式場（神奈川県・逗子の「シーサイド リビエラ」）であること、3作品合わせて撮影期間が72時間（3日間）であることを条件に、3監督が結婚式にまつわる話を各々制作した。
2019年9月7日より、シネマ・ロサ（東京都・池袋）で2週間限定のレイトショー公開。その後、同年11月8日からは岡山メルパ（岡山県・岡山市）でも2週間限定公開が行われることとなり、主演のしゅはまと藤田がナレーションを務める予告編が新たに製作された。また、同月9日からシネマスコーレ（愛知県・名古屋市）でも1週間限定公開。
2020年5月18日から24日までは、ルネシネマ公式YouTubeチャンネルで無料公開も行われた。

## 第一話「左腕サイケデリック」

### ストーリー（第一話）
娘のナオミの結婚式に列席した徳一と和枝だったが、マリッジブルーに陥った娘は突然姿を消してしまう。残された2人は自分たちの結婚式のことを思い出そうとするが、和枝にはどうしても思い出せないことがあった。そんな中、和枝は謎の飛行物体を発見する。

### キャスト（第一話）
- 和枝：しゅはまはるみ
- 徳一：藤田健彦
- ナオミ：茎津湖乃美
- 田口敬太
- 奥村朋功

### スタッフ（第一話）
- 監督・脚本：長谷川朋史
- 録音：寒川聖美
- ヘアメイク：田村友香里
- 助監督：及部文人
- CG：大原昌典

## 第二話「最高のパートナー」
この話のみモノクロ映画になっている。

### ストーリー（第二話）
フジタとシュハマはそれぞれ、ダイスケとユーコのパートナーコンピューター。とある飲み会で出会ったダイスケとユーコの恋路をそれぞれのパートナーコンピューターは優しく見守っていた。そんな中、フジタが偶然シュハマに触れると体に激震が走った。それ以来、フジタはシュハマのことが気になって仕方がなくなる。

### キャスト（第二話）
- フジタ：藤田健彦
- シュハマ：しゅはまはるみ
- ダイスケ：佐藤考哲
- ユーコ：太田いず帆
- 宇佐美真仁
- 上久保汐李
- 黒田麻美
- 才藤えみ
- 林良
- 藤井杏朱
- 松坂慎治
- 奥村朋功

### スタッフ（第二話）
- 監督・脚本：大橋隆行
- 撮影：小海祈
- 録音：寒川聖美
- ヘアメイク：田村友香里
- 音楽：上久保汐李
- 助監督：渡辺喜子

## 第三話「はなればなれになる前に」

### ストーリー（第三話）
離婚が決まった中年夫婦の良雄と愛子。高校生の娘の円香は両親の離婚を許せず、自立の道を模索していた。円香の姉で腹違いの娘である詩織は、両親が離婚する前に自身の結婚式を挙げようと、自身が働く結婚式場に両親を招く。

### キャスト（第三話）
- 愛子：しゅはまはるみ
- 良雄：藤田健彦
- 詩織：小島彩乃
- 詩織の彼氏：池田良
- 円香：松澤可苑
- てっぺい右利き
- 星野花菜里
- 茎津湖乃美
- 奥村朋功

### スタッフ（第三話）
- 監督・脚本：田口敬太
- 撮影：長谷川朋史
- 照明：友保慎二
- 録音：寒川聖美
- ヘアメイク：田村友香里

## 全作スタッフ
- 監督・脚本：長谷川朋史、大橋隆行、田口敬太
- 企画：奥村朋功
- 制作統括：長谷川朋史
- 製作委員会：しゅはまはるみ、藤田健彦、大橋隆行、田口敬太、長谷川朋史、奥村朋功
- 宣伝：浦谷晃代
- 宣伝協力：いずみよしはる
- 宣伝写真：宮崎仁史
- タイトル：越阪部ワタル
- 撮影協力：シーサイド リビエラ
- 協力：リビエラ シネマスタジオ、エイベックス・マネジメント、ハルベリーオフィス
- 配給：ルネサンスデザイニング
- 企画・制作：ルネシネマ